# 毛有慶
毛有慶（琉球語：／  ?；1861年12月29日—1893年8月28日）是活躍於琉球國第二尚氏王朝末期和日本沖繩縣初期的親清派政治家、詩人。和名龜川里之子親雲上盛棟（琉球語：〔〕／ ）。
毛有慶於咸豐十一年十一月廿八日出生在琉球國的首都首里城。他出生於琉球「五大名門」之一的毛氏豐見城家，其祖父毛允良（龜川親方盛武）曾出任琉球王府的三司官一職。
毛有慶早年的事蹟不詳，曾經向親清派畫師毛文達（小波藏安章）學習繪畫。1879年，琉球被日本兼併，毛有慶參加了反對日本統治的運動。1884年，毛有慶等4人奉親清派首領向龍光（津嘉山親方朝助）之命，秘密前往清朝，到達福州的柔遠驛，請求清朝就琉球問題與日本交涉。次年乘船歸國，因遭遇颱風，飄到太平山，不久被沖繩縣警察逮捕，投入監獄審問。而毛有慶的親族亦因支持清朝而都遭到沖繩縣廳的逮捕審問，其中包括了其祖父毛允良。毛有慶的叔母亦在獄中病死。毛有慶要求探視叔母，但卻遭到了拒絕。親清派首領向龍光得知毛有慶被捕後，攜次子出奔清朝避難。
1892年，毛有慶出奔清朝避難。光緒十九年（1893年）七月十七日，毛有慶病逝於福州，享年三十三歲。著作有《竹蔭詩稿抄》。
毛有慶的墳墓在今福州市的倉山區。然而，目前在倉山區出土的毛有慶墓碑共有兩塊。其中一塊為(81-64)*(46-42)平方釐米；另一塊為23*32平方釐米，系1989年11月7日農民陳仁源拆除自己家的舊房子時發現的。關於毛有慶一人擁有兩塊墓碑的原因，謝必震認為為以下幾種可能中的一種：
- 毛氏為匆忙入殮，故立一小墓碑為標識，以待改葬時重立一塊正式的墓碑。
- 較大的墓碑為開棺洗骨之後所立的。
- 由於風水不佳或新城區的擴建，需要遷葬，但工人不願搬移較重的墓碑，故在新址立一較小的墓碑以應付。

## 外部連結
- （繁體中文） （日語） 竹蔭詩稿抄 （页面存档备份，存于）
- （日語）http://kaihousyoukoku.k.asablo.jp/blog/2011/02/17/5687387[ ] （页面存档备份，存于）